# Laja (Chile)
Laja es una comuna y ciudad de la zona central de Chile, ubicada en la Región del Biobío y en la provincia homónima. Está limitada al norte por el río Laja, al oeste por el río Biobío, y al sur y al este por la comuna de Los Ángeles.
Dentro de su territorio se encuentran: La Laja, su ciudad capital; las aldeas de Las Ciénagas, Villa Laja y Las Playas; y los caseríos de Puente Perales, Cantera, Violeta Parra, Cachapoal, La Colonia, Altos del Laja, Las Ciénagas, Diuquín, Picul, Santiago Chico, Quilales, Chillancito, Las Viñas, Las Lomas, Santa Elena, La Aguada y Arenas Muertas.

## Etimología
Su nombre se debe a la denominación que los españoles le dieron en el territorio como "Isla de La Laxa", donde la «x» es pronunciada como nuestra actual «j».

## Historia
La historia de la comuna de Laja en la provincia de Bío Bío ha estado marcada por un acontecimiento clave: la promulgación de la ley de Comuna Autónoma. El 22 de diciembre de 1891, un decreto sobre la Creación de Municipalidades estableció varias municipalidades en la provincia, incluyendo la Municipalidad de Estación de La Rinconada en el departamento de Laja.
Posteriormente, el 13 de septiembre de 1901, un decreto dio origen a la comuna de Santa Fe, conformada en parte por territorio de la Estación de La Rinconada. En 1925, el Decreto Ley N.º 803 reafirmó esta división comunal, definiendo con precisión sus límites.
Un cambio significativo se produjo el 30 de diciembre de 1927, cuando el DFL 8583 fue promulgado, alterando la nomenclatura de la división comunal. La Comuna Estación de Rinconada se renombró oficialmente como la Comuna de Laja.
Finalmente, una descripción más específica de los límites comunales se oficializó con el Decreto Supremo N.º 1325 el 13 de noviembre de 1980. Este documento fue modificado posteriormente por la Ley n.° 18 715 de 1988, que integró un área de la comuna de Los Ángeles a la comuna de Laja. El Decreto con Fuerza de Ley n.º 3 (18.715) de 1989 estableció los límites actuales de la comuna de Laja.

## Medio ambiente

### Geografía

Trazado simplificado de los ecosistemas y cuerpos de agua presentes en la comuna de Laja.

La comuna de Laja se encuentra emplazada en las unidades geomorfológicas de Llano central con morrenas y conos, Llanos de sedimentación fluvial o aluvional y Llano central fluvio-glacio-volcánico; y presenta según la clasificación climática de Köppen clima mediterráneo de lluvia invernal (Csb). Esta además se halla en la cuenca hidrográfica de río Biobío. Además, la comuna posee diversos cuerpos de agua, entre los que se destacan la laguna Coyanco, laguna El Desagüe, laguna El Pillo, laguna La Potreada, laguna La Señoraza y laguna Valdebenito; y río Biobío, río Guaqui y río Laja.

### Ecología
Dentro del territorio de la comuna se pueden hallar los siguientes ecosistemas:
- Bosque caducifolio mediterráneo interior donde predominan Nothofagus obliqua y Cryptocarya alba (En peligro crítico)
- Bosque esclerófilo psamófilo mediterráneo interior donde predominan Quillaja saponaria y Fabiana imbricata (En peligro crítico)

### Medidas de protección ambiental y conflictos socioambientales
Hasta 2022, la comuna de Laja no cuenta con áreas territoriales destinadas a la protección ambiental.

## Demografía

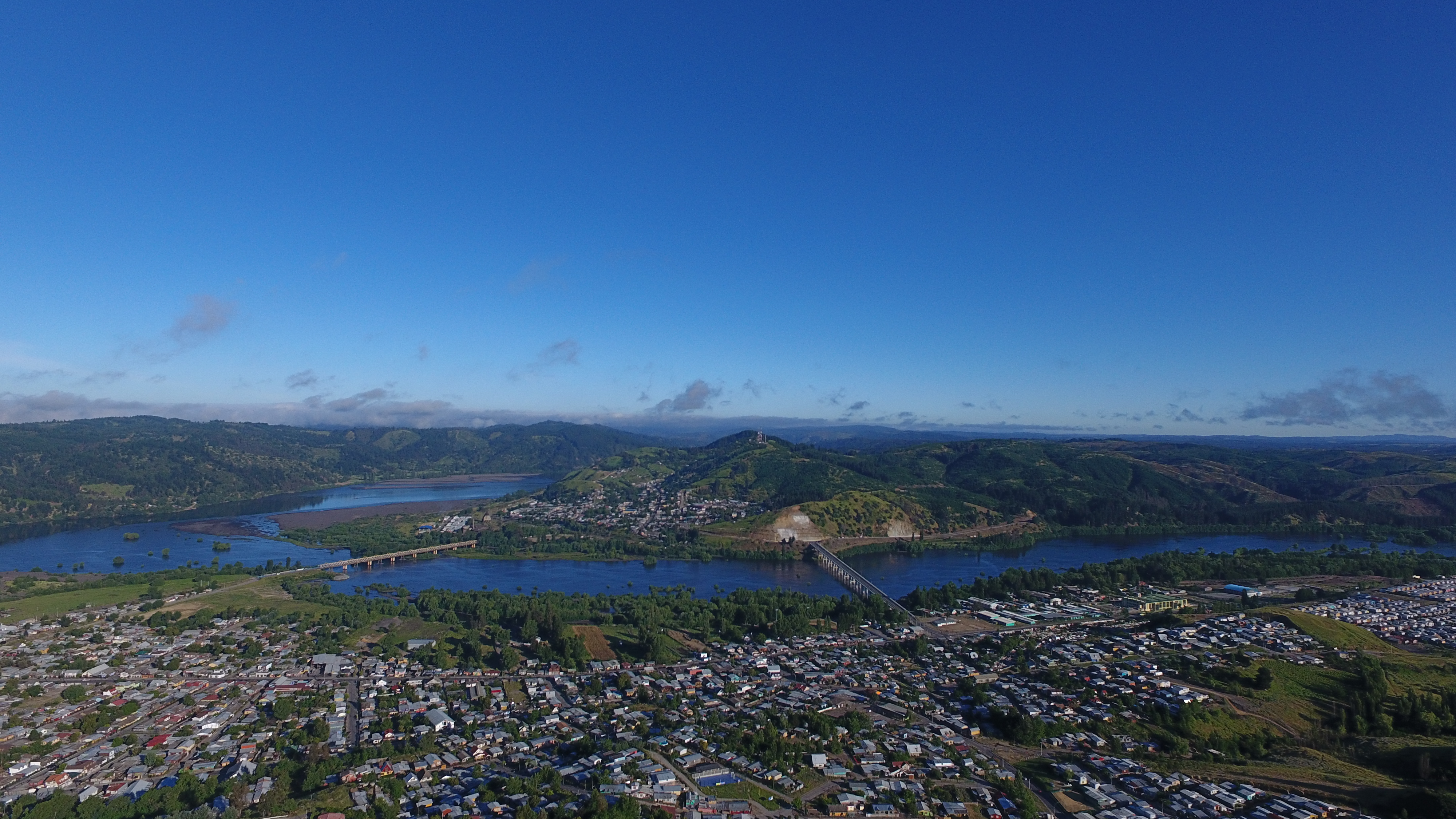
Cruce de los ríos Laja y Biobío.

La comuna de Laja abarca una superficie de 339,8 km² y una población de 22 389 habitantes (INE 2017), correspondientes a un 2,3 % de la población total de la región y una densidad de 65,93 hab/km². Del total de la población 11 645 son mujeres (22,50 %) y 10 744 son hombres (22,14 %).Un 32,29 % (7.229 háb.) corresponde a población rural y un 77,71 % (15.160 háb.) corresponde a población urbana.

### Localidades
Dentro de la comuna de Laja, además de La Laja, existen diferentes sectores, villas y poblaciones:
- Las Ciénagas, localidad que tiene 452 hab.
- Villa Laja, localidad con 450 hab.
- Las Playas, localidad con 419 hab.
- Santiago Chico: 106 hab.
- Quilales: 100 hab.

Además están los de Chillancito (91 hab.), Las Viñas (79 hab.), Las Lomas (30 hab.), Santa Elena (28 hab.), La Aguada (24 hab.) y Arenas Muertas (8 hab.)

## Administración

### Municipalidad
Durante las elecciones municipales de 2021, Roberto Quintana Inostroza fue electo como alcalde de la comuna de Laja; mientras que los Concejales electos para la comuna fueron Néstor Rozas, Patricio Villalobos, Jhonny González, Freddy Castro, María Isabel Araneda y Luis Espinoza.

### Representación parlamentaria
Forma parte del distrito electoral N.º 21 (Diputados) y la 10.ª circunscripción senatorial correspondiente a la región del Biobío.

## Economía

Empresas CMPC.

La principal actividad de la comuna se desarrolla en lo referente a la producción industrial de la planta de celulosa. Inaugurada en 1954, es la primera planta de este tipo que se inauguró en el país. En la actualidad la planta de Laja contrata a alrededor de 250 personas de forma directa, pero la generación de empleos de forma indirecta es fácilmente 10 veces mayor que la anteriormente mencionada; debido a esta situación es que la en ciudad se cuenta con una fuerte presencia de profesionales en áreas industriales, además de un gran número de pymes que prestan servicios a la planta.
La actividad agropecuaria tiene una incipiente importancia, pero a medida que avanza el tiempo va ganando mayores ribetes, como el cultivo de hortalizas en sus variados productos, la producción de la miel, la recolección y el procesamiento de frutos silvestres. También existen algunos fundos dedicados a la producción lechera con sus derivados y el abastecimiento de carne.
En 2018, la cantidad de empresas registradas en Laja fue de 221. El Índice de Complejidad Económica (ECI) en el mismo año fue de -0,52, mientras que las actividades económicas con mayor índice de Ventaja Comparativa Revelada (RCA) fueron Fabricación de Celulosa y Otras Pastas de Madera (484,76), Municipalidades (97,97) y Arriendo de Videos, Juegos de Video y Equipos Reproductores de Video y Música (66,76).

### Turismo

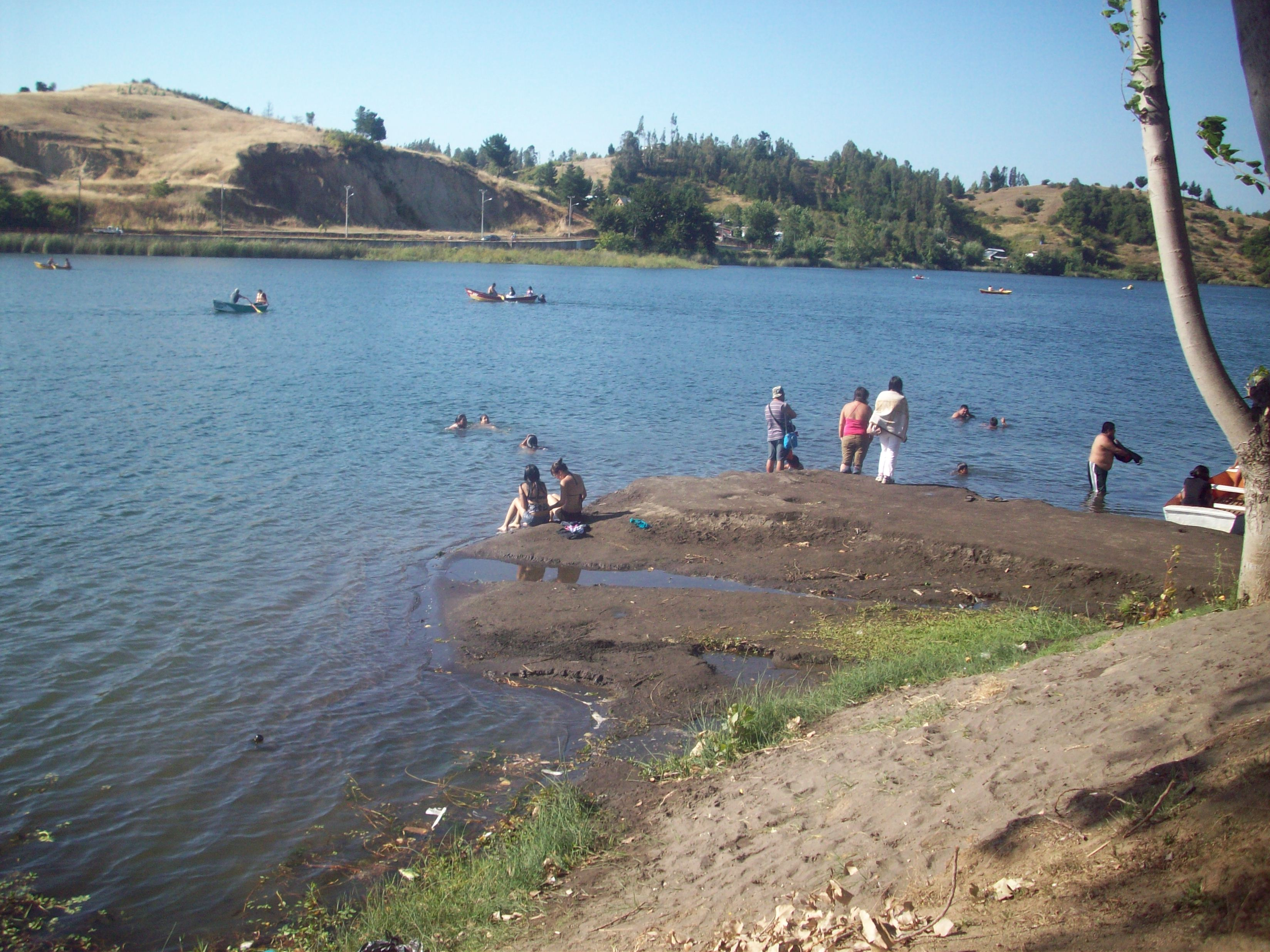
Turistas bañándose y practicando deportes náuticos en la Laguna La Señoraza.

Esta comuna se encuentra rodeada de hermosos paisajes entre cerros, lagos, roqueríos, ríos, vertientes y bosques. Las lagunas están interconectadas entre sí por napas de aguas subterráneas. Entre ellas podemos mencionar:
- Laguna La Señoraza, que es en realidad un lago, el 46 % de su perímetro rodeado por zona urbana. Su costanera es un lugar agradable para caminatas, donde en temporada estival se desarrollan actividades artísticas y culturales. A pesar de que sus aguas son aptas para la práctica de deportes náuticos, las disciplinas motorizadas están prohibidas debido al daño que ocasionan a los nidos de las aves silvestres ubicados en los totorales.
- Laguna Negra (también conocida como El Pillo y De los Torres), a 3 km por Ruta Q-250. Buen lugar de recreación y de descanso.
- Laguna Coyanco a 19 km por Ruta Q-250, en un sitio especial para quienes disfrutan del descanso y la recreación.

Entre algunos otros atractivos turísticos cabe mencionar:
- Confluencia de ríos. Lugar donde confluyen el río Bío Bío con el río Laja (el segundo tributario del primero).
- Puente Ferroviario. Este puente atraviesa el río Laja y une la comuna con la de San Rosendo (conurbación Laja-San Rosendo), tiene un gran valor arquitectónico. Construido en 1890
- Fiestas tradicionales. Durante febrero, todos los años se realiza el Festival de Laja, este evento es uno de los más importantes de la zona, acude un gran número de público. También en febrero se efectúa el Festival de la Raíz Folclórica. Julio es escenario del Festival de Música Ranchera y noviembre festeja Las Olimpiadas Rurales de Laja. En diciembre, en el sector La Palma, se realiza el rodeo oficial y juegos ecuestres.
- Club de campo Cruz de Piedra. Ubicado en el acceso norte a Laja, alrededor del kilómetro 4, cuenta con canchas de golf, piscinas y una casa club con restaurante.

## Cultura
Hasta principios de los noventa Laja era famoso por su festival de la canción, el cual después del festival de la canción de Viña del Mar, era el más conocido de Chile. Contaba en variadas ocasiones con los mismos artistas que pasaban por el certamen viñamarino. El festival era organizado por el Rotary Club de Laja con el patrocinio de CMPC. Debido a los problemas económicos que atravesó el país durante la dictadura cívico militar en 1980, este festival tuvo que ser interrumpido indefinidamente.
A partir del 2019 el alcalde Vladimir Fica en conjunto con el consejo municipal ponen a laja en el centro de la región con el festival "Vive Laja" con el fin de volver a la tradiciónal fiesta, la cual en sus tres noches de aquel año congregó alrededor de 50.000 personas, tanto turistas como pobladores, cuenta con artistas de carácter nacional como internacional. En el 2020 se ponía en duda la realización de este festival debido a la revuelta popular manifestaciones que vivió el país en el 2019, pero el 15 de enero se confirmó la realización de este festival. 
A partir de comienzos de 1995, se pudo observar un resurgimiento de la actividad comercial, con inauguraciones tales como supermercados y variadas galerías comerciales. 
La estación ferroviaria de la localidad es punto de llegada de algunos servicios ferroviarios regionales. También posee un hospital que sirve a Laja y las localidades aledañas.

## Transporte

### Ferrocarriles

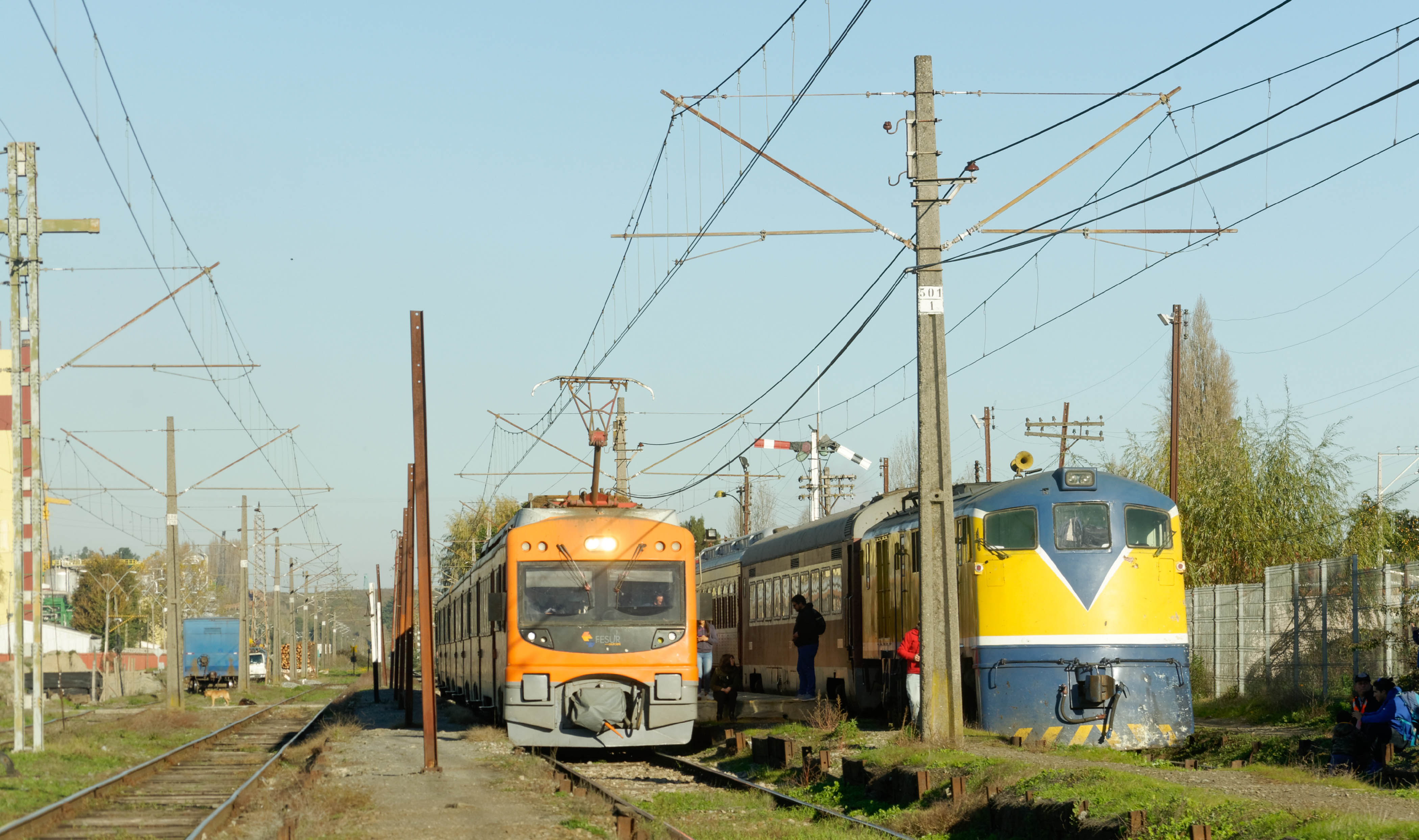
Tren Talcahuano-Laja en estación Laja.

La comuna es cruzada por la Línea Troncal Sur de la Empresa de los Ferrocarriles del Estado que da conectividad entre Laja y Concepción, mediante el Tren Talcahuano-Laja, que posee 4 frecuencias diarias entre Talcahuano y Laja (Viceversa).
Laja posee una segunda estación, Diuquín, que actualmente no presta servicios para pasajeros.

### Vialidad
Tiene las siguientes conexiones viales:
- Accesos Principales:
  - Ruta Q-90 Laja - Ruta 5 Autopista del Bosque (Acceso Norte)
  - Ruta Q-34 Laja - Santa Fe - Los Ángeles (Acceso Sur)

- Accesos Secundarios:
  - Ruta Q-20 Laja - Puente Perales - Los Ángeles
  - Ruta Q-250 Laja - Santa Elcira - Los Ángeles
  - Acceso a San Rosendo, mediante un puente

### Rodoviario
Desde aquí salen buses a destinos principales como lo son:
Concepción, Los Ángeles, Chillán, Yumbel, Cabrero, Santiago, Rancagua, Curicó, Talca, entre otros destinos interprovinciales e interregionales.
A comienzos  del año 2022 , la empresa Tur Bus quebró en Laja , cancelando los recorrido esta ciudad de manera permanente , tras 27 años de funcionamiento  desde el año 1995.

## Deportes

### Fútbol
La comuna de Laja ha tenido a un club participando en los Campeonatos Nacionales de Fútbol en Chile.
- Deportes Laja.

## Medios de comunicación

### Radioemisoras
Desde la comuna de Laja emiten su señal las siguientes emisoras de radio en la frecuencia modulada:
FM
- 88.7 MHz - Radio Fantástica (Curicó)
- 90.9 MHz - Radio La Movida
- 101.1 MHz - Radio Rinconada
- 102.9 MHz - Radio Vía Libre (San Rosendo)
- 103.7 MHz - Radio Paula
- 107.5 MHz - Radio Fuente de Vida

Virtual
- Lajino.cl A partir del año 2005, se vuelve el principal medio de información de la comuna, con noticias actualizadas al momento y fotografías de distintos acontecimientos, además de convertir sus foros en receptáculo convergente de la opinión Lajina.

### Televisión
- 11.1 - TVN
- 11.2 - NTV